# 刘维 (少将)
刘维（1962年10月—），男，中华人民共和国军事人物、政治人物，中国人民解放军少将，2018年11月－2023年1月期間，曾任中共吉林省委常委、吉林省军区司令员。